# ZWP online
Das dentale Nachrichtenportal ZWP online existiert seit 2008 und wird von der Oemus Media AG (Eigenschreibweise OEMUS MEDIA AG) betrieben. Seit 1. September 2010 gibt es das Portal auch für die Schweiz und Österreich mit jeweils regional abgestimmten Nachrichten, Publikationen und Veranstaltungen.

## Inhalte
Das Fachportal für den Dentalmarkt hält aktuelle Informationen aus den Bereichen Berufspolitik, Veranstaltungen, Wirtschaft und Recht sowie Wissenschaft und Forschung für Zahnärzte, Zahnmedizinische Fachangestellte, Zahnmedizinstudenten und Fachinteressierte bereit. Zudem informiert ZWP online im Event-Bereich der Seite über Messen, Kongresse, Tagungen und Fortbildungsmöglichkeiten. Zusätzlich zu allgemeinen Dental News werden Informationen bereitgestellt, die die Themenschwerpunkte Implantologie, Cosmetic Dentistry, Laserzahnmedizin, Endodontologie, Oralchirurgie, Parodontologie, Prophylaxe, Dentalhygiene, Kieferorthopädie, Zahntechnik sowie Digitale Zahnmedizin umfassen.
Auf der Webseite ist des Weiteren eine Übersicht über die verschiedenen Kammern, KZVen, Berufsverbände und Fachgesellschaften sowie Stätten für die Aus- und Weiterbildung wie Universitäten, Meisterschulen, Fortbildungszentren und E-Learning zu finden. 2021 kam mit dem ZWP Study Club eine moderne E-Learning-Plattform hinzu, die heute schon mehr als 32.500 Mitglieder vereint.

### ZWP online Newsletter
Neben den Newslettern für Zahnärzte, Zahnmedizinische Fachangestellte, die Dentalindustrie, Zahntechniker, Kieferorthopäden und Zahnmedizinstudenten gibt es zudem monatliche Updates zu den Tätigkeitsschwerpunkten der Zahnmedizin in Form der Spezialisten-Newsletter.

### ZWP online in den sozialen Netzwerken
ZWP online ist auch in den sozialen Netzwerken vertreten: Auf den Profilen bei LinkedIn, Instagram, Threads und Facebook werden täglich News gepostet, wichtige Events angekündigt oder auch Netzfundstücke präsentiert. Eine weitere Möglichkeit der Interaktion besteht in Angeboten wie etwa Leserumfragen mit den dazugehörigen Auswertungen. ZWP online verfügt weiterhin über einen eigenen YouTube-Kanal.

### ZWP online Library
Die ZWP online Library bietet eine Übersicht zu allen Publikationen der Oemus Media AG, beginnend mit der ZWP Zahnarzt Wirtschaft Praxis, ZWP Spezial und ZWP Extra. Neben den Fachmagazinen findet der Leser auch Kundenzeitschriften, Kompendien, Jahrbücher zu einzelnen Fachgebieten sowie E-Books. Alle Ausgaben sind als PDF und E-Paper abrufbar.

### ZWP online Mediathek
Das ZWP online Mediathek bietet aus allen Teilgebieten der Zahnmedizin konkrete Fallbeispiele aus der Praxis in Form von Videobeiträgen und Bildergalerien. Zudem berichtet die Redaktion regelmäßig von Fachkongressen und Dentalmessen.